# Communauté des villes Ariane
La Communauté des villes Ariane (CVA) est une association sans but lucratif qui regroupe des villes nommées « villes Ariane » (communes et communautés urbaines), des industriels et institutions concernés par les programmes spatiaux Ariane et Vega (Arianespace, ESA, CNES, ArianeGroup, Avio, MT Aerospace, etc.). Fondée en 1998, cette association dont le siège se trouve à Paris), compte environ 30 membres appartenant à six pays européens. Elle a comme mission de renforcer la coopération entre tous les acteurs du programme Ariane, d'informer les citoyens et les élus sur l'importance des activités de transport spatial européen, leurs bénéfices technologiques, sociaux-économiques et sur le port spatial européen CSG en Guyane, et aussi de former les jeunes européens à l'espace et à l'Europe.
La présidence de la communauté est annuelle est tournante entre les villes Ariane.

## Fonctionnement
Une présidence annuelle tournante entre les villes membres.
Historique de la permanence de la présidence :
- 2010 la ville de Madrid[1],
- 2011 la ville des Mureaux[1],
- 2012 la ville de Brême (Allemagne),
- 2013 la communauté d'agglomération de Mulhouse (Mulhouse Alsace Agglomération),
- 2014 la ville de Salon-de-Provence[2],
- 2015
- 2016 la ville de Lampoldshausen,
- 2017 la ville de Toulouse,
- 2018 la ville des Mureaux[3],
- 2019 la ville de Séville,
- 2020 la ville de Bordeaux.
- 2023 la ville de Vernon
- 2025 la ville de Mulhouse

## Formation

### Université d'été
Chaque année, la CVA organise également une université d'été sur le thème de l'aérospatiale. Elle propose aux étudiants sélectionnés, venant d'écoles d'ingénieurs ou de masters scientifiques européens, d'étendre leurs compétences techniques et leur connaissance globale dans ce domaine. Chaque université permet également d'aborder les perspectives et les grandes lignes propres à l'espace dans le monde de demain.
Cette université d'été est partagée entre cours techniques, visites de sites industriels et découverte des recherches en laboratoires. Elle est organisée chaque année dans une ville différente et associée à un ou plusieurs sponsors industriels (Safran Techspace Aero, EADS, Thales Alenia Space).
Les enseignements sont présentés par les professeurs des établissements d'accueil (ISAE, l'université de Liège, Arts et Métiers ParisTech ou encore l'université Sapienza de Rome) et les personnels techniques des sponsors.

### Autres
La CVA organise également, de manière annuelle, des séminaires destinés au monde industriel ou encore des programmes scientifiques pour l'enseignement secondaire. La visite du centre spatial de Kourou est également organisée chaque année.

## Membres
Au début de 2019, les membres de l'association sont les suivants, :
Villes Ariane:
- Augsbourg (Allemagne)
- Bordeaux Métropole (France)
- Brême (Allemagne)
- Charleroi (Belgique)
- Colleferro (Italie)
- Évry/Courcouronnes (France)
- Kourou (Guyane)
- Forum Ariane Lampoldshausen (Harthausen, Allemagne)
- Les Mureaux (France)
- Liège (Belgique)
- Mulhouse (France)
- Séville (Espagne)
- Toulouse (France)
- Vernon (France)

Industriels
- Airbus Defence & Space
- ArianeGroup
- Arianespace
- Avio
- Clemessy
- MT Aerospace
- Ruag
- Safran Aeroboosters
- Telespazio
- Thales Alenia Space

Agences spatiales
- European Space Agency ESA
- ASI
- CNES